# Bobs Creek
Le Bobs Creek est une rivière dans le comté de Crawford, dans l’État américain du Missouri. C’est un affluent de la rivière Meramec.
Le Bobs Creek porte le nom d'un homme d'affaires de l'industrie houillère locale.